# 高田新家
高田 新家（たかた の にいのみ）は、飛鳥時代の人物。姓は首。位階は正六位上、贈従五位上。
672年の壬申の乱の際、東に向かう大海人皇子（天武天皇）を伊勢国の鈴鹿で出迎えた。685年に天武天皇のため信濃国に行宮を作った。

## 経歴
高田氏（高田首）は高句麗系の渡来氏族で、高句麗人の多高子使主の後裔とする。
壬申の乱の勃発時、高田新家は美濃国の主稲であった。兵をあげた大海人皇子はまず美濃で兵を集めさせ、自らは24日に大和国の吉野宮を発って東に向かった。25日に伊勢の鈴鹿郡で国司守の三宅石床、介の三輪子首、湯沐令の田中足麻呂、高田新家の出迎えを受けた。高田新家は皇子に従って美濃に行った。
乱の後、高田新家が功により40戸の封戸を与えられたことが、後述の704年の首名の記事から知られる。
天武天皇14年（685年）10月10日、軽部足瀬、荒田尾麻呂と共に信濃で行宮を作った。しかしその行宮が使われることはなかった。
大宝3年（703年）7月23日に正六位上高田首新家は、壬申の年の功によって従五位上の位階を贈られた。併せて天皇は使いをやって吊賻（葬儀に物を贈ること）させた。この日かそれより前の近い時期に死んだと思われる。
慶雲元年（704年）7月22日に、功封40戸の4分の1が子の無位首名に伝えられた。

## 美濃国主稲の推測
『日本書紀』は壬申の乱で高田新家が鈴鹿郡で出迎えたことを記すが、その肩書きを記さない。新家を美濃国主稲とするのは、『続日本紀』天平宝字7年（763年）11月28日条からの推測である。そこには高田足人が高田寺の僧を殺害した罪により投獄され封戸を没収されたことと共に、「足人の祖父は美濃国の主稲で、壬申の兵乱に際して自分の馬で皇駕（天皇が乗る馬。天皇その人を間接的に指す）を美濃・尾張国に奉じた。天皇はこれを賞して封戸を与え子に伝えさせた」とある。祖父の名が記されないため確実ではないが、祖父は新家のことで、足人は首名の子ではないかと考えられている。またここでいう美濃国主稲の性格については、大海人皇子の湯沐邑に関する官ではないかとされている。